# The Weakerthans
The Weakerthans est un groupe de rock indépendant canadien, originaire de Winnipeg, dans le Manitoba. Formé en 1997, le groupe se met en pause en 2014.

## Biographie

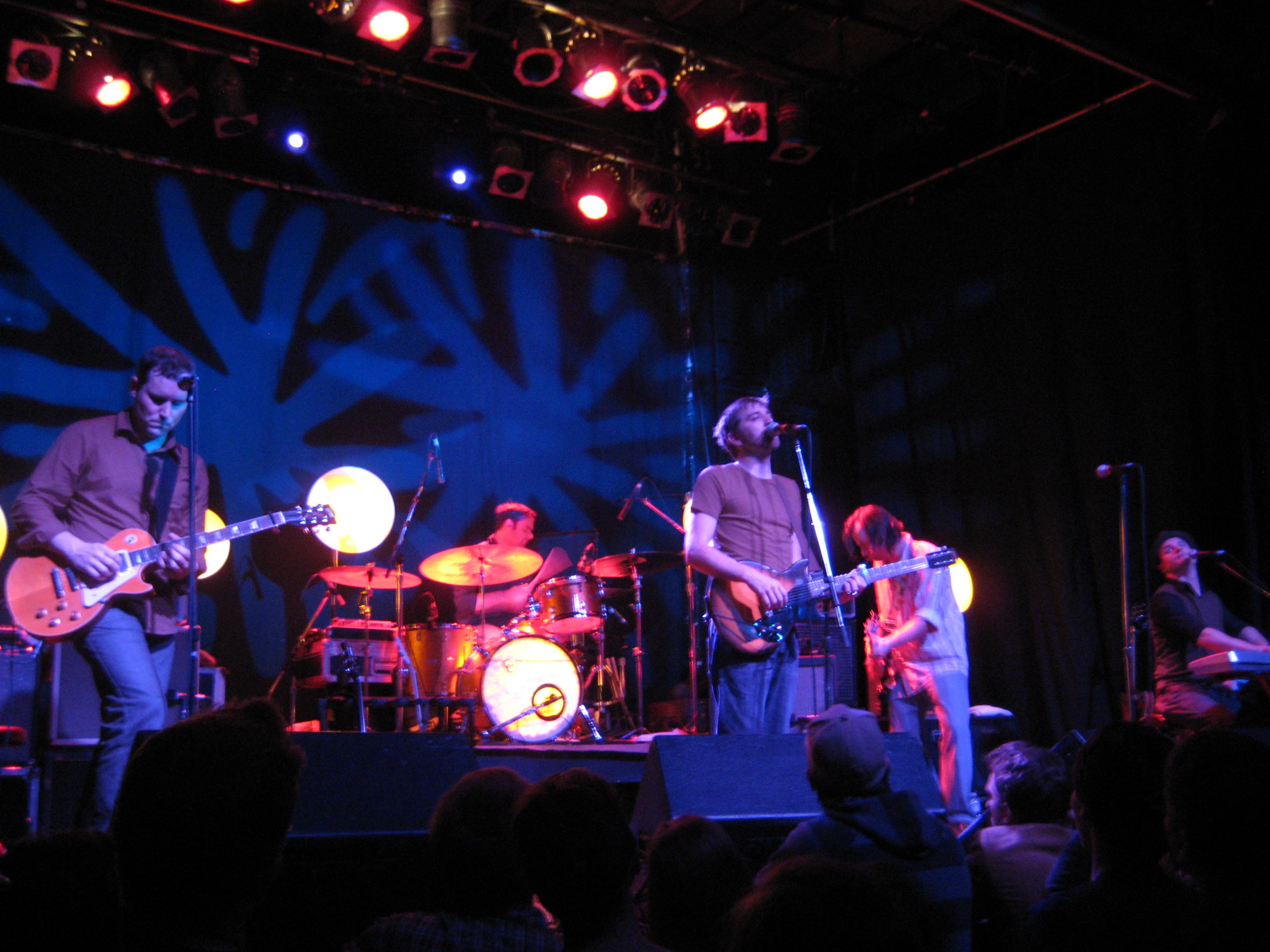
The Weakerthans, avec Jim Bryson, lors d'un concert à Toronto en 2007.

Le groupe est formé en 1997 à Winnipeg, dans le Manitoba par John K. Samson, après son départ de Propagandhi pour lancer une société. Samson se joint au bassiste John P. Sutton et au batteur Jason Tait de Red Fisher, un autre groupe de la scène punk de Winnipeg et lancent The Weakerthans pour une approche musicale mélodique et introspective. Selon le manuel publié dans l'album Fallow, le nom du groupe s'inspire d'une phrase du film The Lover : « Fonce, je suis plus faible que tu ne l'imagines » (Go ahead, I'm weaker than you can possibly imagine). Le nom du groupe peut aussi s'être inspiré d'une phrase de Ralph Chaplin dans Solidarity Forever : What force on Earth can be weaker than the feeble strength of one?
Le premier album du groupe, Fallow, est publié en 1997 au label G7 Welcoming Committee Records, et bie naccueilli par la presse spécialisée canadienne. Le guitariste Stephen Carroll, ancien membre des Painted Thin, se joint au groupe, qui publie l'album Left and Leaving en 2000. En 2003, le groupe signe au label Epitaph Records et publie Reconstruction Site. L'album est acclamé par la presse spécialisée canadienne et internationale pour son mélange de punk, rock, folk, country et sonnets. Il est également l'album le mieux vendu par le groupe en date, et le plus diffusé à la radio canadienne. Il est produit par Ian Blurton. Sutton, qui jouera dans les trois premiers albums du groupe, part en août 2004, et est remplacé par Greg Smith.
En 2005, Left and Leaving est nommé l'un des dix meilleurs albums punk canadiens au magazine Chart. Reunion Tour est publié le 25 septembre 2007 en Amérique du Nord par Epitaph et ANTI-. Le groupe publie le clip de la chanson Civil Twilight. Epitaph réédite aussi les deux premiers albums des Weakerthans, Fallow et Left and Leaving, au Canada le 6 novembre 2007. En février 2009, le groupe participe à la croisière annuelle Barenaked Ladies. Samson clarifie que le groupe prendra un peu de temps en été 2009 avant de décider d'enregistrer un nouvel album. Peu après, Samson annonce une série de vinyles solo 7" pendant 18 mois. Le premier, City Route 85, est publié le 30 octobre 2009 chez Epitaph et ANTI-. Après un second EP, Provincial Road 222, en 2010, le projet évoluera plutôt vers un album solo officiel de Samson, Provincial.
En janvier 2010, le groupe annonce un album live, Live at the Burton Cummings Theatre, le 23 mars. Entretemps, ils annoncent leur participation à un nouvel album de Jim Bryson, The Falcon Lake Incident, publié le 19 octobre 2010.
En novembre 2014, Samson annonce l'inactivité des Weakerthans, incapable de confirmer un éventuel avenir au groupe. En juillet 2015, les médias annoncent la séparation du groupe selon les dires de Tait sur Twitter. Les comptes sociaux du groupe seront mis à jour avec une phrase : « cryogénisé ». Tait et Smith collaborent à l'album solo de ce dernier, Winter Wheat, (2016).

## Membres

### Derniers membres
- John K. Samson - chant, guitare
- Jason Tait - batterie, percussions, vibraphone, claviers
- Stephen Carroll - guitare, pédale, lap steel, claviers
- Greg Smith - basse

### Ancien membre
- John P. Sutton - basse

### Membres live
- Jim Bryson[15]
- Christine Fellows - claviers, chœurs
- Brian Poirier - guitare acoustique, chœurs
- Tyler Greenleaf - trompette, trombone
- Rusty Matyas